# Buchy (Sena Marítimo)
Buchy es una comuna nueva francesa situada en el departamento de Sena Marítimo, de la región de Normandía.

## Historia
Fue creada el 1 de enero de 2017, en aplicación de una resolución del prefecto de Sena Marítimo de 15 de noviembre de 2016 con la unión de las comunas de Bosc-Roger-sur-Buchy, Buchy y Estouteville-Écalles, pasando a estar el ayuntamiento en la antigua comuna de Buchy.

## Demografía
| Gráfica de evolución demográfica de Buchy (Sena Marítimo) entre 1800 y 2014 |
|                                                                             |

Los datos entre 1800 y 2014 son el resultado de sumar los parciales de las tres comunas que forman la nueva comuna de Buchy, cuyos datos se han cogido de 1800 a 1999, para las comunas de Bosc-Roger-sur-Buchy, Buchy y Estouteville-Écalles de la página francesa EHESS/Cassini. Los demás datos se han cogido de la página del INSEE.

## Composición
| Comuna delegada      | Código INSEE | Población (2014) | Superficie (km²) | Densidad (hab./km²) |
| -------------------- | ------------ | ---------------- | ---------------- | ------------------- |
| Bosc-Roger-sur-Buchy | 76127        | 739              | 14.17            | 52                  |
| Buchy                | 76146        | 1433             | 3.67             | 390                 |
| Estouteville-Écalles | 76248        | 504              | 8.46             | 60                  |